# Larosterna inca
El charrán inca (Larosterna inca), también conocido como zarcillo o gaviotín monja, es una especie de ave Charadriiforme de la familia Sternidae. Es una ave marina  que habita en América del Sur. Se encuentra en las costas de Perú y Chile. Es la única especie del género Larosterna.

## Descripción
Este charrán de color gris oscuro tiene unas plumas blancas características rizadas hacia fuera en forma de bigote. Mide aproximadamente 40 cm y pesa aproximadamente 150 g. Tiene el pico y las patas de color rojo intenso.

## Historia natural

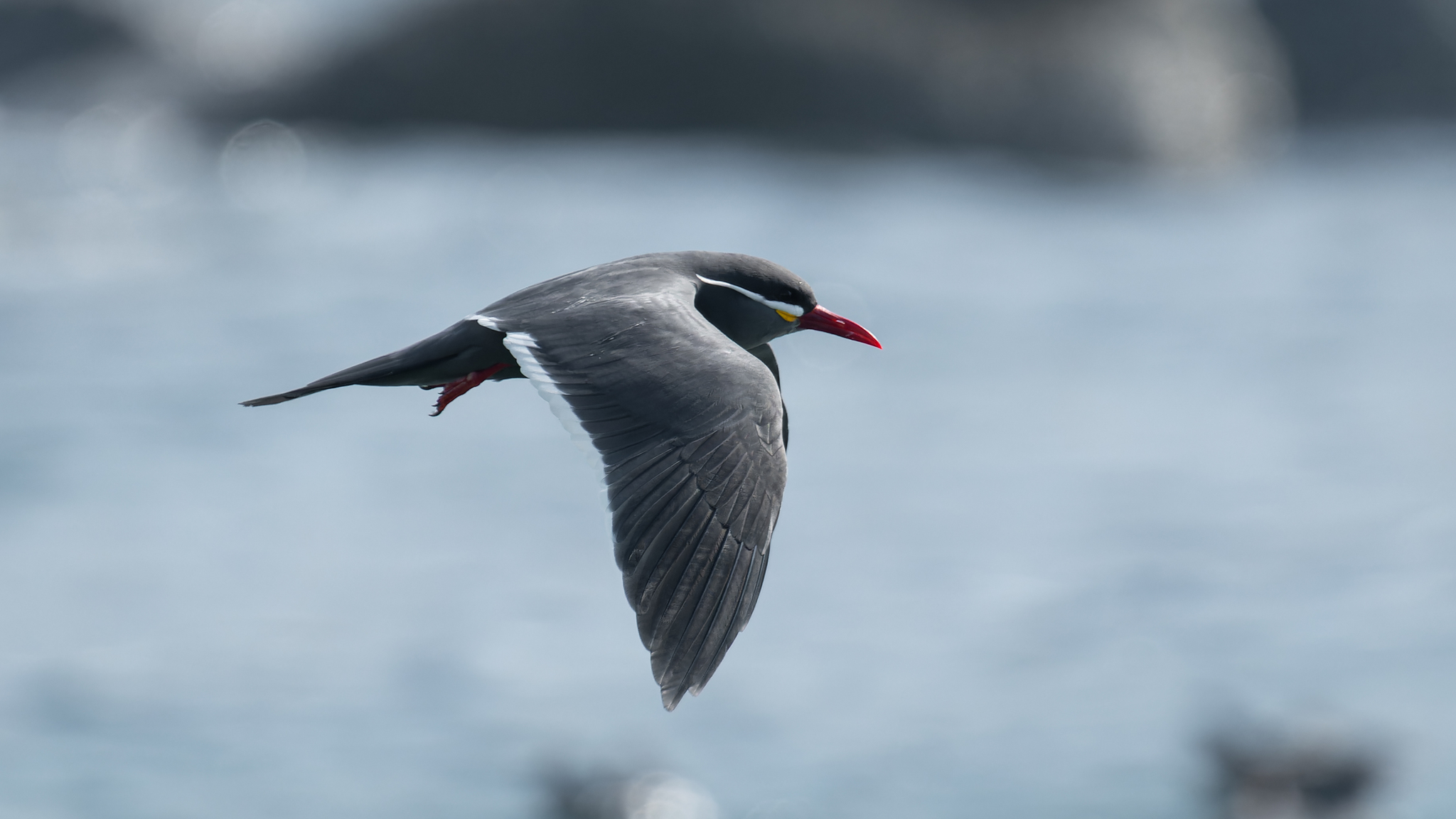
Zarcillo en vuelo sobre el mar frente a Valparaíso

Vuela sobre el mar, cercano a la costa. Ágil en vuelo, se zambulle para capturar pequeños peces en la superficie del mar. Cuando se presenta la oportunidad, hace presa en bancos de peces que huyen de los leones marinos, ballenas y bandadas de cormoranes. Suele formar grandes bandadas. El Gaviotín Monje anida en orificios naturales de las rocas en acantilados y en lugares ocultos de muelles de los puertos. Se reproducen durante todo el año, pero con mayor frecuencia en abril/mayo y en octubre/noviembre.